# Chiara Margarita Cozzolani
Chiara Margarita Cozzolani (1602-h. 1678) fue una compositora del Barroco y monja benedictina, que pasó su vida adulta en clausura en el monasterio de Santa Radegonda, Milán, donde al ser elegida abadesa dejó de componer. Más de una docena de monjas de clausura publicaron música en Italia durante el siglo XVII.

## Trayectoria
Los Cozzolani eran una rica familia milanesa, por lo que Chiara debe haber recibido una amplia enseñanza musical antes de entrar en convento en 1619, cuando estaba en edad de casarse. Sus cuatro opere se publicaron entre 1640 y 1650, fecha esta última de sus «Vísperas», quizá su obra más conocida. Compuso además una misa pascual. 
Como abadesa defendió el derecho de las monjas a la música, por entonces atacado por el arzobispo Alfonso Litta, quien deseaba la reforma del convento limitando la práctica musical y otros contactos con el mundo exterior. Las intenciones del arzobispo no tuvieron éxito, en parte por la refutación de Filippo Picinelli, que en un informe al Ateneo de literatos milaneses (Milán, 1670) escribió: «Las monjas de Santa Radegonda están dotadas con tal raro y exquisito talento musical, que son reconocidas como las mejores cantantes de Italia [...] usan el hábito negro benedictino de Benito de Nursia, pero para los oyentes semejan blancos y melodiosos cisnes, que llenan el corazón de maravilla y elevan el espíritu en sus oraciones. Entre estas hermanas, Donna Chiara Margarita Cozzolani merece el mayor reconocimiento: se llama Chiara de nombre, pero lo es más en virtud, y Margarita por su inusual y excelente nobleza de ingenio». .
Cozzolani dejó de figurar en las listas del convento después de 1676. La primera edición moderna de sus motetes completos, para una a cinco voces y bajo continuo, se realizó en 1998.